# いづみ事件ファイル
『いづみ事件ファイル』（いづみじけんファイル）は、ジー・モードより2002年から2007年にかけてフィーチャーフォン向けに発売された推理アドベンチャーゲームシリーズ。
2007年10月11日には、一部作品をリメイクし新規シナリオを追加したニンテンドーDS用ソフト『大人のDSミステリー いづみ事件ファイル』がインターチャネル・ホロンより発売された。
本稿では、続編シリーズとなる『いづみ事件ファイルII』や各種スピンオフ作品についても記述する。

## 概要
若手の編集者である主人公の木戸いづみが、担当作家の鏡月正宗の協力を得ながら事件の解決を目指していく。各作品とも実在の地域を舞台としているが、制作の際には実際に現地に赴き取材を行っている。人気シリーズとなり、2007年2月にはシリーズ累計100万ダウンロードを記録している。
1作目当時のフィーチャーフォン向けの一般的なアドベンチャーゲームは容量の少なさの関係でプレイ中にパケット通信でシナリオデータのやり取りを行いそのたびに通信料が発生していたが、本作では「パケット通信なしのアドベンチャーゲームを作ってみよう」というコンセプトを掲げ、容量の大きい機種が出始めた影響もありシナリオを一つのアプリ内で完結させている。
2022年より、ジー・モードが携帯電話アプリゲームを移植するプロジェクト「G-MODEアーカイブス」にて本シリーズが発売されている。

## 作品一覧
DS版は以下の「潮騒編」から「心情編」までの6作品を収録。このうち、「楔踵（ウェッジソール）編」「神楽編」「心情編」はDS版のみの新規シナリオとなっている。
なお、DS版の版権は2010年3月1日付でインターチャネルからライトウェイトに移管している。
|   | タイトル | 発売日 | 舞台となる地域   | 備考                                             |
| - | -------- | --- | ---------------- | ------------------------------------------------ |
| 1 | 潮騒編   | iアプリ：2002年9月19日 iアプリ：2006年5月1日（豪華版） Javaアプリ：2003年2月12日 S!アプリ：2007年4月2日 EZアプリ：2007年6月7日 Nintendo Switch：2022年2月3日 | 鎌倉・葉山       | Javaアプリ版は2つに分割して発売。 DS版にも収録。 |
| 2 | 楔踵編   | | 東京・山手線沿線 | DS版のみ。                                       |
| 3 | 黄昏編   | iアプリ：2003年3月12日 iアプリ：2006年8月7日（豪華版） S!アプリ：2007年5月1日 EZアプリ：2007年9月13日 Nintendo Switch：2022年5月26日                         | 大阪・天保山公園 | DS版にも収録。                                   |
| 4 | 神楽編   | | 鳥取             | DS版のみ。                                       |
| 5 | 湯宿編   | iアプリ：2003年8月4日 iアプリ：2007年2月26日（豪華版） S!アプリ：2007年6月1日 EZアプリ：2007年12月6日 Nintendo Switch：2022年10月13日                        | 鹿児島・桜島     | DS版にも収録。                                   |
| 6 | 心情編   | | 北海道・札幌     | DS版のみ。                                       |
| 7 | 雪華編   | iアプリ：2004年2月26日 | 北海道・函館     |                                                  |
| 8 | 君影編   | iアプリ：2007年11月12日 | 新潟・越後湯沢   |                                                  |

## 登場人物

### レギュラーキャラクター
人物名の多くは、日本の地酒を中心とするアルコール類を基にしている。
木戸いづみ（きど いづみ）
年齢：23歳、血液型：A型、職業：OL（清川出版勤務）
後述の小説家・鏡月正宗の担当編集者。後述の令嬢・久保田真澄とはそりが合わず、いつも「お相撲さん」とからかわれる（元関脇の水戸泉と名前が似ているため）。
鏡月正宗（きょうげつ まさむね）
本名：東一（あずま はじめ）
年齢：38歳、血液型：O型、職業：作家
ベストセラー作品を手掛ける小説家。締切り前に逃走することが常習化している。酒好きながら酒に弱い一面もある。
久保田真澄（くぼた ますみ）
年齢：18歳、血液型：B型、職業：学生（高校生、後に大学生）
政財界にコネを持つ総合グループ企業社長の令嬢。鏡月正宗の大ファンで、毎回鏡月を追いかけ回して結果的にいづみの邪魔をする事になる。
巌高志（いわお たかし）
血液型：A型、職業：編集長（清川出版勤務）
清川出版の編集長。木戸いづみの上司。部下を甘やかさない厳格な性格で、いづみが成功しても失敗しても怒鳴る。
関山英雄（せきやま ひでお）
職業：旅人
謎の旅人。物静かな性格。容疑者リストにいつも名前が載る。
沼田敦（ぬまた あつし）
血液型：O型、職業：「BAR 30CLUB」マスター
事件解決後に寄る「BAR 30CLUB」のマスター。鏡月正宗は友人。

### ゲストキャラクター
緑川萌江（みどりかわ もえ）
年齢：23歳、血液型：AB型、職業：OL（清川出版勤務）、登場：楔踵編
木戸いづみと同期入社の友人。『II』からのゲスト出演。
高島警部（たかしまけいぶ）
職業：警官（鹿児島県警勤務、4年後の『II』で警視庁に復帰）、登場：湯宿編
鹿児島（湯宿編）で起きた事件の担当警部。『II』からのゲスト出演。

## いづみ事件ファイルII
『いづみ事件ファイルII』は、2005年から2009年にかけてジー・モードより発売された。タイトルは『いづみ事件ファイル2』と表記されることもある。今シリーズは、一部を除き、一つのシナリオを複数回に分けて配信する手法を特徴としている。また、今シリーズ1作目が配信された2005年4月27日より、月額料金を支払うことで前シリーズを含むシリーズ作品を本数制限なくダウンロードできるサービス「いづみ事件ファイルコース」が開始された。
物語は前シリーズの4年後が舞台となっている。一方、タイトルには前シリーズと同じく「いづみ」の文字が含まれているが、主人公は前シリーズの木戸いづみとは別人の沢野いづみに変更されている。

### 作品一覧(II)
|    | タイトル | 発売日 | 舞台となる地域 | 備考 |
| -- | -------- | --- | -------------- | --- |
| 1  | 晴嵐編   | iアプリ：2005年4月27日 iアプリ：2005年5月9日（A） iアプリ：2005年5月23日（B） Vアプリ：2005年9月14日 EZアプリ：2006年2月16日                                                                                           | 京都           | |
| 2  | 慟哭編   | iアプリ：2005年6月14日 EZアプリ：2006年2月16日 Vアプリ：2006年3月1日 | 横浜           | |
| 3  | 吟遊編   | iアプリ：2005年8月29日（吟遊編1） iアプリ：2005年9月12日（吟遊編2A） iアプリ：2005年9月26日（吟遊編3A） iアプリ：2005年10月（吟遊編2B） iアプリ：2005年10月（吟遊編3B） Vアプリ：2006年7月12日 EZアプリ：2006年11月2日 | 熱海           | |
| 4  | 高麗編   | iアプリ：2005年12月19日 iアプリ：2006年1月（A） iアプリ：2006年2月（B） S!アプリ：2006年11月15日 EZアプリ：2007年2月15日                                                                                               | 韓国           | |
| 5  | 細波編   | iアプリ：2006年5月1日他、全5アプリを順次配信 S!アプリ：2007年3月14日 |                | |
| 6  | 蒼月編   | iアプリ：2006年9月25日 S!アプリ：2007年11月1日 |                | |
| 7  | 隠湯編   | iアプリ：2007年3月26日 iアプリ：2007年5月21日（3A） iアプリ：2007年9月3日（2B） iアプリ：2007年10月1日（3B） |                | |
| 8  | 京急編   | iアプリ：2007年7月23日（前編） iアプリ：2007年8月6日（後編） S!アプリ：2007年8月15日 EZアプリ：2007年12月20日 |                | 京浜急行電鉄とのコラボレーション作品で、実在の関連施設が作品内に登場する。 2007年8月29日から9月14日の期間には京急本線で本作の広告が貼られたイベント列車が走行した。 |
| 9  | 光明編   | iアプリ：2008年2月25日 iアプリ：2008年3月24日（2A） iアプリ：2008年5月26日（3A） iアプリ：2008年6月16日（2B） iアプリ：2008年7月22日（3B）                                                                             |                | |
| 10 | 帰依編   | iアプリ：2008年9月22日（第1章） iアプリ：2008年10月27日（第2章） iアプリ：2008年11月25日（第3章） iアプリ：2008年12月26日（第4章） iアプリ：2009年1月23日（第5章）                                                     |                | |

### 登場人物(II)
沢野いづみ
年齢：24歳、血液型：O型
ダイニングバー「駿」のマネージャー。推理能力が高く、おっちょこちょいだが行動的で男勝りな面も併せ持つ。仕事をする一方で、兄の駿が自殺したとされる事件の真相を追っている。
響天明
年齢：33歳、血液型：O型
「駿」のオーナー。いづみの兄の駿は親友。いづみに対して兄のように接し、協力して事件を追う。事件に遭遇した際の正義感は強いが推理能力はさほどでもない。
緑川萌江
年齢：27歳、血液型：AB型
清川出版に所属する記者。「駿」の常連客。事件を追ういづみと天明に付きまとう。色仕掛けで男に媚びる一面もある。
桝川喜一
年齢：29歳、血液型：B型
「駿」の店員。いづみと天明が店を離れている際の留守番係。おっとりとした性格。PCを扱うことに長けている。
沢野駿
年齢：31歳（失踪当時）、血液型：A型
いづみの兄。約1年半前に警察により自殺と断定されているが、真相が明らかでない部分がある。
高島警部
年齢：41歳
警視庁の警部。いづみの叔父。駿の事件を追ういづみに協力し、時折「駿」を訪れて情報を提供している。

## スピンオフ作品
いずれもiアプリ向けに配信。
- いづみ事件ファイルIIケイタイピング（2005年4月27日配信）[3]
- いづみ事件ファイルII～ピンボール～（2005年8月9日配信）[28]
- いづみのソリティア（2005年11月30日配信）[29]
- いづみ事件ファイルII カルトクイズ（2006年4月3日配信）[30]
- いづみ事件ファイル2 ムービーパズル（2006年12月25日配信）[13]
- いづみ事件ファイルシリーズ 推理パズル（2008年1月28日配信）[25]
- いづみ事件ファイルシリーズ 推理パズル第2集（2009年2月27日配信）[27][31]